# آن هيورت
آن هيورت (بالدنماركية: Ann Hjort)‏ هي ممثلة دنماركية، ولدت في 11 أكتوبر 1956.

## وصلات خارجية
- آن هيورت على موقع IMDb (الإنجليزية)
- آن هيورت على موقع ألو سيني (الفرنسية)
- آن هيورت على موقع قاعدة بيانات الفيلم (الإنجليزية)